# Марьина Роща (станция метро, Люблинско-Дмитровская линия)
«Ма́рьина Ро́ща» — станция Люблинско-Дмитровской линии Московского метрополитена. Расположена в одноимённом районе (СВАО), по которому получила название. Открыта 19 июня 2010 года в составе участка «Трубная» — «Марьина Роща». Со дня открытия была конечной на линии до её продления 16 сентября 2016 года до станции «Петровско-Разумовская». Пилонная трёхсводчатая станция глубокого заложения с одной островной платформой. Связана пересадкой с одноимённой станцией на Большой кольцевой линии.

## История

### Строительство
Строительство наклонного эскалаторного тоннеля южного вестибюля велось специально спроектированным по заказу ОАО «Мосметрострой» специализированным механизированным тоннелепроходческим комплексом (диаметр 11 метров) компании Lovat Inc. (Канада). Он был закуплен в 2007 году. В течение лета 2008 года на стройплощадке станции происходила сборка щита, а его торжественный запуск состоялся 29 августа 2008 года. Проходка эскалаторного тоннеля южного вестибюля была завершена 30 января 2009 года.
В апреле 2009 года по причине нехватки денежных средств для завершения строительства принято решение о переносе открытия станции на май 2010 года. С января 2010 года станция была полностью достроена, и начались архитектурно-отделочные работы. Станцию планировалось торжественно открыть 15 мая (в день 75-летия Московского метрополитена), но она была открыта только 19 июня 2010 года. Причина переноса открытия станции заключалась в незавершённости архитектурно-отделочных работ на станции и неготовности эскалаторного наклона и вестибюля. 

### Открытие
Открытие станции состоялось 19 июня 2010 года в составе участка «Трубная» — «Марьина Роща», после ввода в эксплуатацию которого в Московском метрополитене стало 182 станции. На открытии присутствовали мэр Москвы Юрий Лужков и начальник Московского метрополитена Дмитрий Гаев, которым были продемонстрированы ретропоезд и первый опытный поезд модели 81-760/761. Мэр города оставил следующую запись в книге пожеланий:
Поздравляю москвичей и гостей столицы с новоприобретением: двумя прекрасными станциями Московского метрополитена «Марьина Роща» и «Достоевская»! Спасибо строителям, которые выполнили работу на отлично!
Станции «Марьина Роща» и «Достоевская» стали последними, открытыми при Лужкове и Гаеве до их снятия с должностей в сентябре 2010 года и феврале 2011 года соответственно.

## Архитектура и оформление
Платформенная часть станции представляет собой трёхнефное сооружение со средним залом диаметром 9,5 метра и двумя боковыми с посадочными платформами диаметром 8,5 метра. Девять длинных пилонов по 6,759 метра каждый с проходами между ними по 3,75 метра располагаются в два ряда. Основное освещение среднего зала — люминесцентное закарнизное.
Облицовка путевых стен выполнена из бежевых алюминиевых панелей. В облицовке пилонов использован светлый и тёмный мрамор. Таким образом достигается эффект уменьшения массивности и длины пилона. Тёмные полосы сливаются с цоколем, а светлые полосы пилона — с карнизом. В боковых залах вдоль платформенных стен располагаются скамьи для отдыха пассажиров. Путевые стены обеих платформ, а также выходы украшены пейзажными мозаичными панно на тему владений графов Шереметевых (автор — народный художник РФ С. В. Горяев). Тёмно-коричневый гранит прямоугольной формы и полированные плиты бежевого оттенка образуют на поверхности пола геометрический рисунок, подчёркивающий ритм пилонов и проходов. Вдоль края платформ расположены светодиодные полосы. Ступени лестниц выходов на поверхность облицованы термообработанным гранитом.

## Расположение, вестибюли и пересадки
Станция расположена под параллельно проходящей Шереметьевской улицей между станциями «Достоевская» и «Бутырская». Первоначально имела единственный подземный вестибюль: южный, который находится недалеко от пересечения Шереметьевской улицы с улицей Сущёвский Вал, однако с октября 2010 года ОАО «Мосметрострой» вело строительство северного вестибюля станции, который выходит к Шереметьевской улице, 4-му проезду Марьиной Рощи, зданию театра «Сатирикон» и молодёжному центру «Планета КВН». Открытие северного вестибюля состоялось 24 декабря 2012 года.

В 2023 году открылась одноимённая станция Большой кольцевой линии, которая связана пересадкой со станцией «Марьина Роща». 

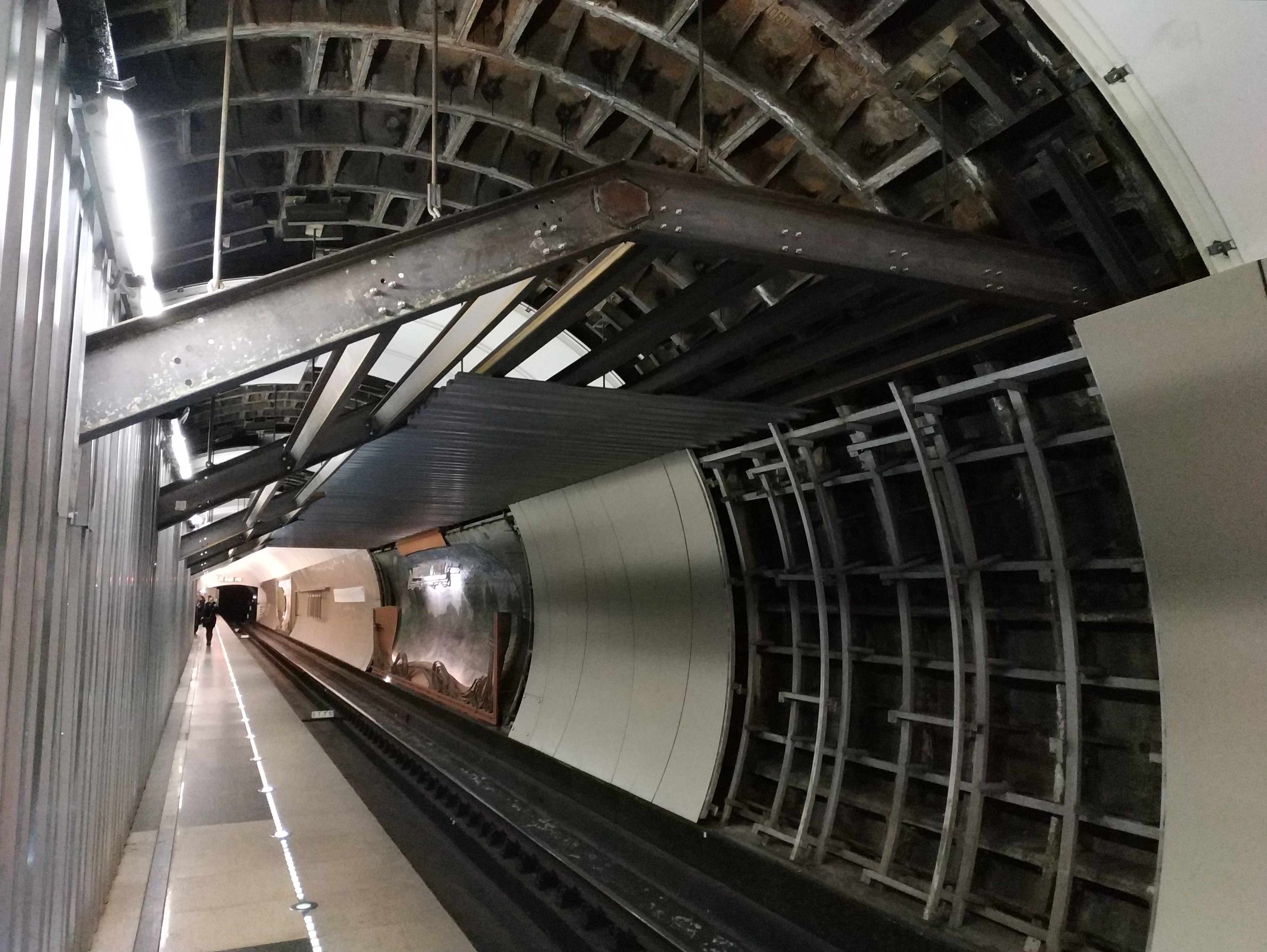
Строительство перехода на одноимённую станцию Большой кольцевой линии (2019)

## Благоустройство территории
В 2019 году была благоустроена территория, прилегающая к станции метро «Марьина Роща» в районе Шереметьевской улицы. В проект благоустройства вошли мощение тротуаров плиткой, установка нового бордюрного камня, обновление асфальтового дорожного покрытия и устройство ливневой канализации. Также были установлены новые светильники, скамейки и урны, разбиты газоны, посажены деревья и кустарники.

## Путевое развитие
За станцией располагается однопутный тупик, в котором оборачивались составы, когда станция была конечной. В настоящее время используется для зонного оборота в час пик, а также для ночного отстоя составов.

## Станция в цифрах
- Таблица времени прохождения первого поезда через станцию[13]:

| По чётным числам                | Будние дни | Выходные дни |
| По нечётным числам              | Будние дни | Выходные дни |
| В сторону станции «Бутырская»   | 05:58:00   | 05:58:00     |
| В сторону станции «Бутырская»   | 05:47:00   | 05:47:00     |
| В сторону станции «Достоевская» | 05:40:00   | 05:40:00     |
| В сторону станции «Достоевская» | 05:55:00   | 05:55:00     |

## Фотогалерея
| - Центральный зал - Посадочная платформа - Метропоезд «Яуза» на станции - Путеизмеритель на станции и оформление панно на путевой стене - Панно на путевой стене - Проход из центрального зала на посадочную платформу - Наклонный эскалаторный ход южного вестибюля - Вход на станцию - Одна из мозаик |

## Наземный общественный транспорт
На этой станции можно пересесть на следующие маршруты городского пассажирского транспорта:
- Автобусы: м53, 418, с511, 512, 519, 524, с532, 538, т42, н6